# Not for Beginners
Not for Beginners — шестой студийный альбом английского музыканта Ронни Вуда (гитариста The Rolling Stones), выпущенный 19 ноября 2001 года. В записи приняли участие Боб Дилан, клавишник Иэн Маклэган, ударник Энди Ньюмарк, Скотти Мур (гитарист Элвиса Пресли), Доминик Фонтана (ударник Элвиса Пресли) и другие.

## Отзывы
| Оценки критиков | Оценки критиков |
| Источник        | Оценка          |
| --------------- | --------------- |
| AllMusic        | [ 1 ]           |
| All-Reviews     | [ 2 ]           |
| Boston Phoenix  | [ 3 ]           |
| Rolling Stone   | [ 4 ]           |

Альбом получил положительные и умеренные отзывы музыкальных критиков и интернет-изданий.
Майкл Галлуччи из AllMusic отметил, что «На своём первом за почти десятилетие сольном альбоме Рон Вуд набирает несколько своих друзей, знакомых и бывших коллег, чтобы записать диск со студийным бредом и сомнительными каверами. Клавишник Иэн Маклэган, ударник Энди Ньюмарк, Скотти Мур (гитарист Элвиса Пресли), Доминик Фонтана (ударник Элвиса Пресли) и, что особенно примечательно, Боб Дилан дополняют ритм, голоса и многое другое инструментальными партиями и царапающим вокалом самого Вуда. К сожалению, состав — это почти единственное, что удивляет или даже радует в альбоме. Спотыкаясь о „Rock n' Roll Star“ Byrds или спотыкаясь о „Leaving Here“ Холланда-Дозьера-Холланда, Вуд — неловкий фронтмен и лидер группы. Только когда его гитара говорит за него — как в „Wayside“ или дилановской „King of Kings“ — „Not for Beginners“ действительно звучит как запись, сделанная парнем, который зарабатывает кучу денег, играя в одной из самых легендарных групп мира».

## Список композиций
Все треки написаны Ронни Вудом, кроме ниже указанных.
1. «Wayside» — 2:37
2. «Rock 'n Roll Star» (Крис Хиллман, Roger McGuinn) — 3:24
3. «Whadd’ya Think» — 2:57
4. «This Little Heart» — 3:39
5. «Leaving Here» (Eddie Holland, Lamont Dozier, Brian Holland) — 3:19
6. «Hypershine» — 3:37
7. «R U Behaving Yourself?» — 3:24
8. «Be Beautiful» — 3:17
9. «Wake Up You Beauty» — 3:19
10. «Interfere» — 4:39
11. «Real Hard Rocker» — 3:08
12. «Heart, Soul and Body» — 3:24
13. «King of Kings» (Боб Дилан) — 3:36